# Denkmal für die indischen Arbeiter und Vorfahren

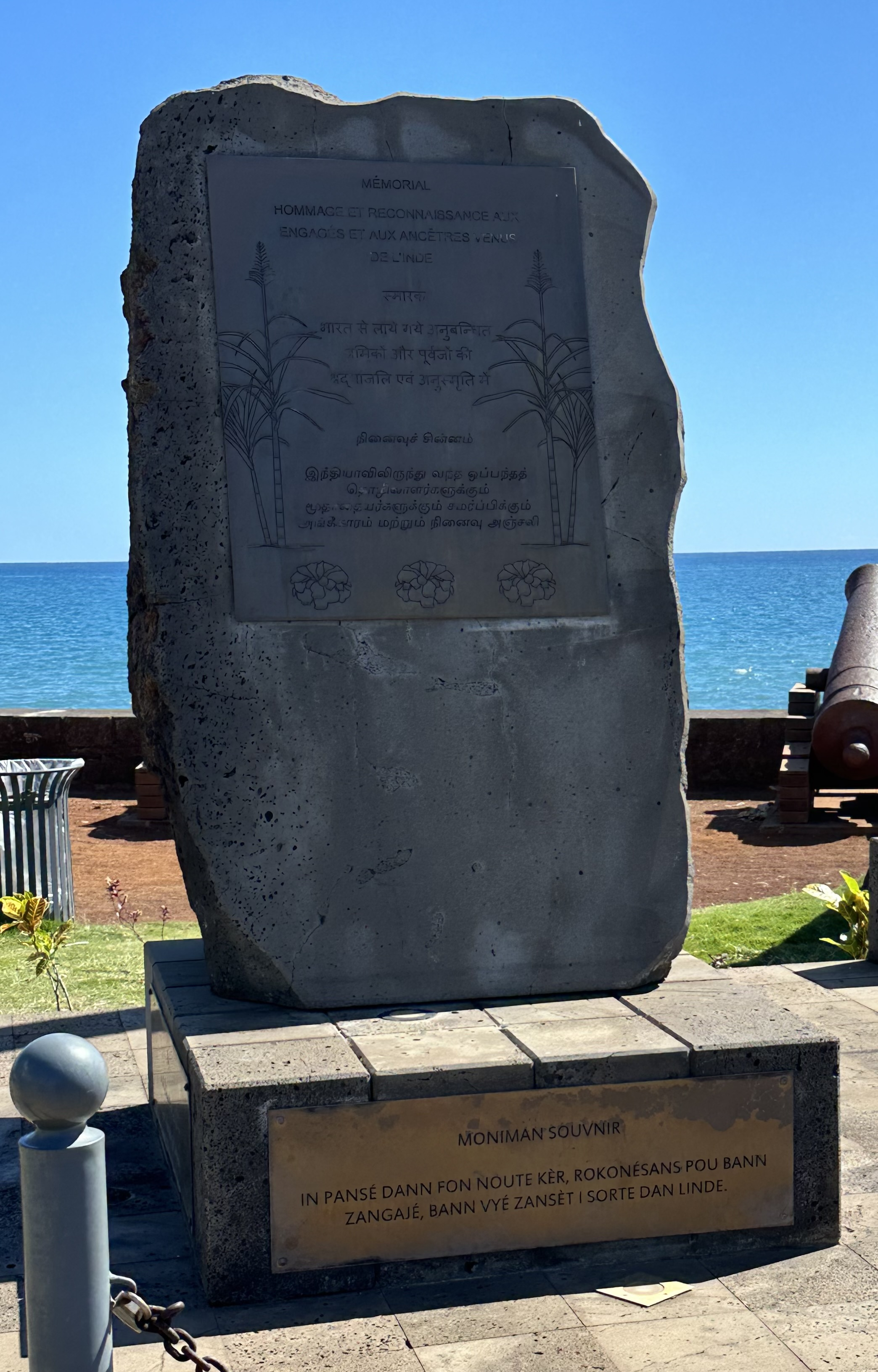
Denkmal für die indischen Arbeiter und Vorfahren, 2024

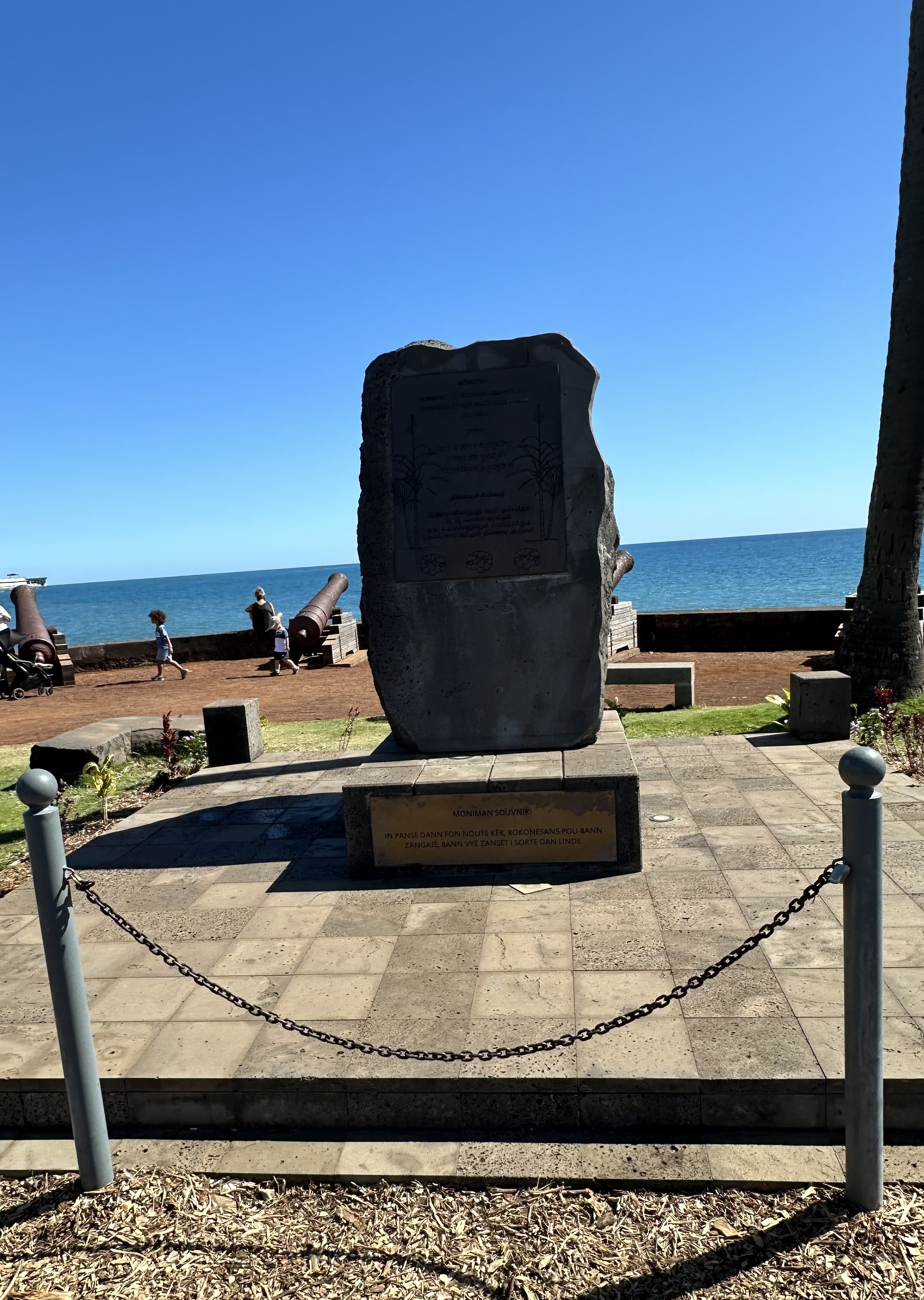
Gesamtansicht

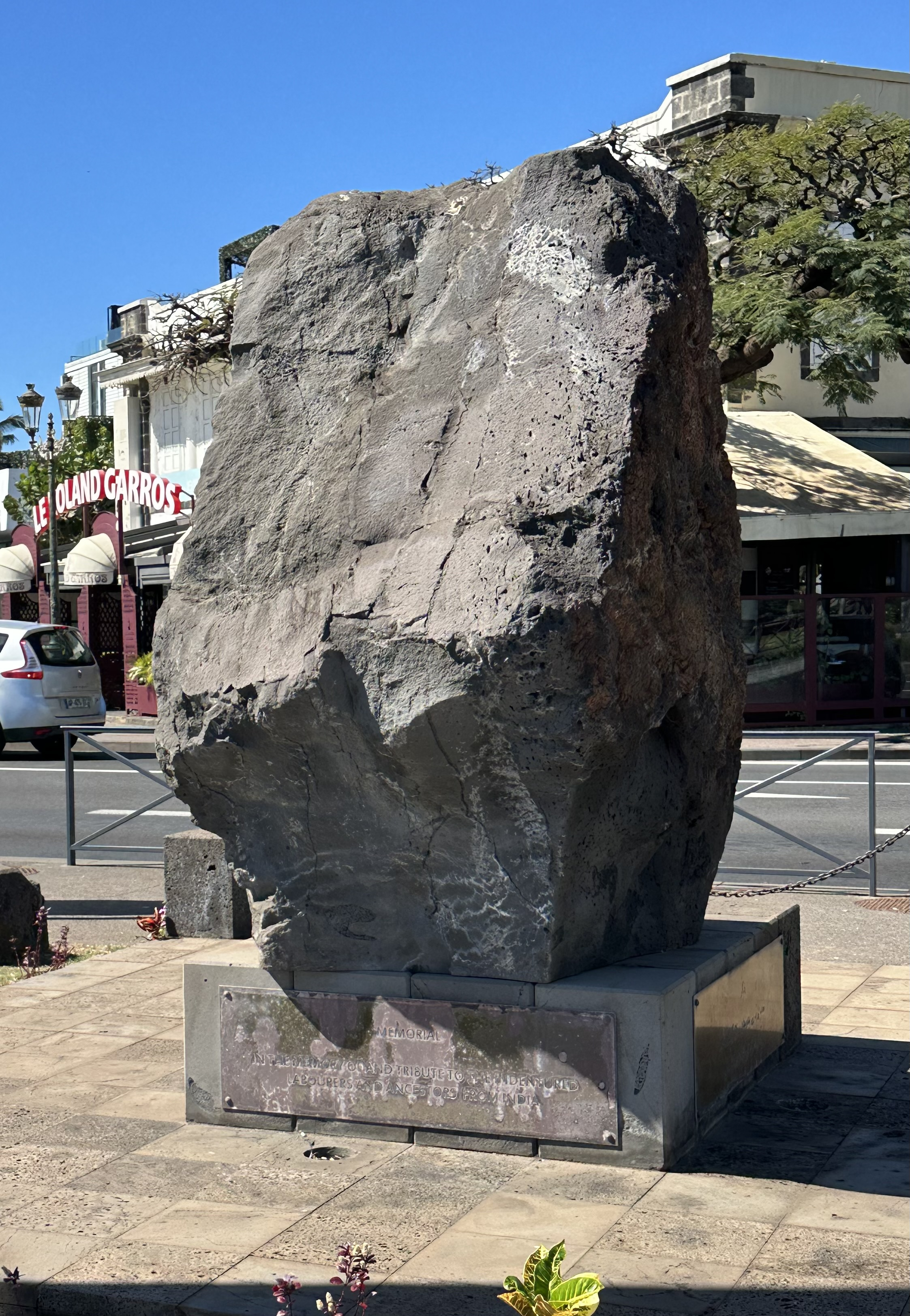
Rückseite

Das Denkmal für die indischen Arbeiter und Vorfahren (französisch Mémorial des engagés et ancêtres indiens) ist ein Denkmal in Saint-Denis auf der französischen Insel Réunion. Es ehrt die Arbeiter indischer Herkunft auf Réunion.

## Lage
Das Denkmal befindet sich in einer Parkanlage nördlich der Altstadt von Saint-Denis an der Küste des Indischen Ozeans am Barachois, nordwestlich der Straße Boulevard Gabriel Macé, unmittelbar nördlich gegenüber der Einmündung der Straße Avenue de la Victoire.

## Geschichte und Gestaltung
Das Denkmal wurde am 6. Oktober 2015 eingeweiht. Zur Einweihung war auch der indische Minister für Kultur, Tourismus und zivile Luftfahrt Mahesh Sharma anwesend. Es war der erste Besuch eines amtierenden indischen Ministers auf Réunion.
Errichtet wurde das Denkmal zur Erinnerung an die ersten indischen Arbeiter auf Réunion, die stark zur wirtschaftlichen Entwicklung der Insel beitrugen, aber auch die Gesellschaft beeinflussten. Die indischen Arbeiter waren dabei nach der Abschaffung der Sklaverei vor allem im auf der Insel damals wirtschaftlich dominierenden Anbau von Zuckerrohr tätig. Als erste kamen 15 Menschen tamilischer Abstammung am 3. Juni 1828 mit dem Schiff La Turquoise aus Yanam von der indischen Ostküste nahe dem Standort des Denkmals in Réunion an.
Im Vorfeld der Errichtung hatten verschiedene Verbände, darunter auch die indische Gemeinschaft in Réunion, über zwei Jahre in einem Lenkungsausschuss zusammengearbeitet, um die Aufstellung des Denkmals zu erreichen. Regelmäßig findet jeweils am 3. Juni eine Gedenkveranstaltung am Denkmal statt.
Das Denkmal besteht aus einem auf einem Sockel aus Lavagestein ruhenden Stein, an dem eine Inschriftentafel angebracht ist. Die Tafel ist mit Darstellungen von Zuckerrohr verziert und dreisprachig in Französisch und zwei indischen Sprachen beschriftet. Am Sockel besteht auf der Vorderseite eine weitere Inschrift, wohl in Kreolisch und auf der Rückseite in Englisch. Die französische Inschrift lautet:
MÉMORIAL

HOMMAGE ET RECONNAISSANCE AUX

ENGAGÉS ET AUX ANCETRES VENUS

DE L’INDE
(deutsch Denkmal / Ehrerbietung und Dankbarkeit / den Arbeitern und Vorfahren, / die aus Indien kamen)